# Southburgh
Southburgh – wieś w Anglii, w Norfolk. W 1931 wieś liczyła 167 mieszkańców. Southburgh jest wspomniana w Domesday Book (1086) jako Berc(h)/Burc.